# Biroina meyersi
Biroina meyersi är en tvåvingeart som först beskrevs av Richards 1973.  Biroina meyersi ingår i släktet Biroina och familjen hoppflugor. Inga underarter finns listade i Catalogue of Life.